# Dual (livro)
Dual é uma obra de Sophia de Mello Breyner Andersen, publicada em 1972. Trata da “obsessão do mar”, tema muito frequente na obra da Autora, também da oposição entre um real opaco e escuro e um real idealizado quanto ao espaço de claridade e transparências e evocação a uma luta dramática contra a injustiça.
Disse Sophia a Jorge de Sena, explicando o título do seu livro, Dual: “para mim não significa só serem dois a falar mas também, porque o dual é uma forma arcaica que só quase Homero usa, a tentativa de uma fala arcaica para uma relação arcaica como mundo. Enjoei os modernismos”.

## Poemas
Distribuída por seis capítulos - "A Casa", "Delphica", "Homenagem a Ricardo Reis", "Dual", "Arquipélago" e "Em memória". Alguns dos poemas são:
- Eras bela (p. 105)
- Homenagem a Ricardo Reis – VII (p. 125)
- Manhã de Outono num palácio de Sintra (p. 129)
- Maria Helena Vieira da Silva ou O itinerário inelutável (p. 130) - dedicado a Vieira da Silva
- Fechei à chave (137)
- A rapariga e a praia (p. 138)
- Os dias de Verão (p. 139) - poema erótico
- O Minotauro (p. 147)
- Ariane em Naxos (p. 153)
- Maria Natália Teotónio Pereira (p. 165)
- Os gregos
- Estrada
- A Paz sem Vencedores e sem Vencidos